# CF Brăila în sezonul 1992-1993
Sezonul 1992-1993  reprezintă al treilea sezon pentru Dacia Unirea Brăila în Liga I, cea mai mare performanță din acest sezon rămâne participarea din finală a Cupei României cu Universitatea Craiova, dar și un incident neplăcut faultul lui Petrache asupra lui Săndoi care nu a mai putut participa la Campionatul Mondial din 1994, din cauza acestui incident nefericit a trebuit să își susțină colegii de acasă cu piciorul în ghips însă nu era dezamăgit de câștigarea Cupei României în fața lui Dacia Unirea Brăila care o pierde deși ajunge în finală.

## Echipă
| Nr. |         | Poziție | Jucător             |
| --- | ------- | ------- | ------------------- |
| 1   | România | P       | Constantin Brătianu |
| 12  | România | P       | Cătălin Hăisan      |
| -   | România | P       | Ștefan Nicoloff     |
| 4   | România | F       | Sandu Minciu        |
| 5   | România | F       | Tudorel Pelin       |
| 3   | România | F       | Vasile Brătianu     |
| 6   | România | F       | Vasile Darie        |
| 2   | România | F       | Adrian Baldovin     |
| -   | România | F       | Gheorghe Burleanu   |
| -   | România | F       | Gabriel Baciu       |
| -   | România | F       | Cristea Rusu        |
| -   | România | F       | Florin Cujbă        |
| -   | România | M       | Victor Titirișcă    |
| -   | România | M       | Lucian Măstăcan     |
| -   | România | M       | Gheorghe Negoiță    |
| 15  | România | M       | Ionel Drăgoi        |
| -   | România | M       | Marin Petrache      |
| -   | România | M       | Nicușor Jica        |
| 9   | România | A       | Constantin Luca     |
| -   | România | A       | Romeo Dochia        |
| 7   | România | A       | Vasile Matincă      |
| 10  | România | A       | Marius Șumudică     |
| -   | România | A       | Arben Minga         |
| 11  | România | A       | Marian Lazăr        |

## Transferuri

### Sosiri
| Post | Jucător         | De la echipa       | Sumă de transfer  | Dată |  | ---- |
| ---- | --------------- | ------------------ | ----------------- | ---- |  | ---- |
| A    | Arben Minga     | FC Brașov          | liber de contract | -    |  |      |
| A    | Marius Șumudică | Sportul Studențesc | liber de contract | -    |  |      |
| F    | Florin Cujbă    | Gloria CFR Galați  | liber de contract | -    |  |      |
| A    | Romeo Dochia    | Poiana Câmpina     | liber de contract | -    |  |      |

### Plecări
| Post | Jucător           | De la echipa        | Sumă de transfer  | Dată |  | ---- |
| ---- | ----------------- | ------------------- | ----------------- | ---- |  | ---- |
| A    | Gheorghe Ceaușilă | Sportul Studențesc  | liber de contract | -    |  |      |
| A    | Aurelian Stamate  | Retras              | liber de contract | -    |  |      |
| F    | Gheorghe Burleanu | Selena Bacău        | liber de contract | -    |  |      |
| M    | Eugen Popescu     | Progresul București | liber de contract | -    |  |      |
| M    | Nicușor Jica      | Petrolul Brăila     | liber de contract | -    |  |      |
| A    | Vasilică Fătu     | Petrolul Brăila     | liber de contract | -    |  |      |
| M    | Viorel Ciucașu    | Petrolul Brăila     | liber de contract | -    |  |      |

## Seria I

### Rezultate
| Victorii | Egaluri | Înfrângeri | Cea mai mare victorie | Cea mai mare înfrangere |

### Sezon intern
| 1  | Dacia Unirea Brăila   | Farul Constanța       |  | 2-2 |
| 2  | Gloria Bistrița       | Dacia Unirea Brăila   |  | 2-0 |
| 3  | Dacia Unirea Brăila   | FC Brașov             |  | 2-1 |
| 4  | Rapid București       | Dacia Unirea Brăila   |  | 1-1 |
| 5  | Dacia Unirea Brăila   | Steaua București      |  | 1-2 |
| 6  | Oțelul Galați         | Dacia Unirea Brăila   |  | 1-0 |
| 7  | Dacia Unirea Brăila   | Petrolul Ploiești     |  | 2-1 |
| 8  | Universitatea Cluj    | Dacia Unirea Brăila   |  | 3-1 |
| 9  | Dacia Unirea Brăila   | Selena Bacău          |  | 0-0 |
| 10 | Universitatea Craiova | Dacia Unirea Brăila   |  | 2-2 |
| 11 | CSM Reșița            | Dacia Unirea Brăila   |  | 4-0 |
| 12 | Dacia Unirea Brăila   | Electroputere Craiova |  | 0-0 |
| 13 | Dinamo București      | Dacia Unirea Brăila   |  | 7-0 |
| 14 | Dacia Unirea Brăila   | Sportul Studențesc    |  | 1-2 |
| 15 | Politehnica Timișoara | Dacia Unirea Brăila   |  | 2-1 |
| 16 | Dacia Unirea Brăila   | Progresul București   |  | 3-0 |
| 17 | Inter Sibiu           | Dacia Unirea Brăila   |  | 2-1 |
| 18 | Farul Constanța       | Dacia Unirea Brăila   |  | 2-1 |
| 19 | Dacia Unirea Brăila   | Gloria Bistrița       |  | 2-0 |
| 20 | FC Brașov             | Dacia Unirea Brăila   |  | 0-0 |
| 21 | Dacia Unirea Brăila   | Rapid București       |  | 2-2 |
| 22 | Steaua București      | Dacia Unirea Brăila   |  | 2-0 |
| 23 | Dacia Unirea Brăila   | Oțelul Galați         |  | 2-0 |
| 24 | Petrolul Ploiești     | Dacia Unirea Brăila   |  | 3-0 |
| 25 | Dacia Unirea Brăila   | Universitatea Cluj    |  | 1-0 |
| 26 | FCM Bacău             | Dacia Unirea Brăila   |  | 2-1 |
| 27 | Dacia Unirea Brăila   | Universitatea Craiova |  | 0-0 |
| 28 | Dacia Unirea Brăila   | CSM Reșița            |  | 2-0 |
| 29 | Electroputere Craiova | Dacia Unirea Brăila   |  | 5-1 |
| 30 | Dacia Unirea Brăila   | Dinamo București      |  | 1-1 |
| 31 | Sportul Studențesc    | Dacia Unirea Brăila   |  | 0-0 |
| 32 | Dacia Unirea Brăila   | Politehnica Timișoara |  | 2-1 |
| 33 | Progresul București   | Dacia Unirea Brăila   |  | 2-2 |
| 34 | Dacia Unirea Brăila   | Inter Sibiu           |  | 4-2 |

 Clasamentul după 34 de etape se prezintă astfel: